# Rudolf Dekker
Rudolf Michel Dekker (Amsterdam, 1951) is een Nederlandse historicus.

## Biografie
Na zijn eindexamen gymnasium beta aan het Vossius Gymnasium te Amsterdam studeerde Rudolf Dekker geschiedenis aan de Universiteit van Amsterdam, waar hij ook promoveerde. 
Hij doceerde tot 2010 geschiedenis aan de Erasmus Universiteit Rotterdam. In 1998 was hij fellow van het Institute for Advanced Study van de Hebreeuwse Universiteit van Jeruzalem.

## Werk
Dekker promoveerde op een dissertatie met de titel Holland in beroering. Oproeren in de 17de en 18de eeuw (Ambo, 1982). In dit boek werd het bestaande beeld van het vreedzame vaderlands verleden bijgesteld. 
Met Lotte van de Pol schreef hij een boek over als man verklede vrouwen die in de 17e en 18e eeuw onder meer als soldaat en matroos door het leven gingen (Vrouwen in mannenkleren. De geschiedenis van een tegendraadse traditie. Europa 1500-1800 (Wereldbibliotheek, 1989). Dit boek werd vertaald in het Engels, Zweeds, Duits, Spaans en Japans. In 1983 startte hij een langlopend project, een inventarisatie van alle egodocumenten van Nederlanders geschreven tussen de middeleeuwen en de twintigste eeuw.
In Uit de schaduw in 't grote licht. Kinderen in egodocumenten van de gouden eeuw tot de romantiek (Wereldbibliotheek, 1995) liet hij zien op welke manieren egodocumenten gebruikt kunnen worden door historici. Daarnaast houdt hij zich ook bezig met diverse andere onderwerpen, waaronder de geschiedenis van de Nederlandse humor, en schreef daarover Lachen in de gouden eeuw. Een geschiedenis van de Nederlandse humor (Wereldbibliotheek, 1997). 
Met Arianne Baggerman publiceerde hij Kind van de toekomst. De wondere wereld van Otto van Eck (1790-1798) (Wereldbibliotheek, 2005). Dit boek werd genomineerd voor de AKO Literatuurprijs en bekroond met de Dr. Wijnaendts Franckenprijs van de Maatschappij voor Nederlandse Letterkunde en de Langeveldprijs. Het boek verscheen in Engelse vertaling (Child of the Enlightenment: Revolutionary Europe reflected in a Boyhood Diary. Brill, 2009). Met Arianne Baggerman redigeerde hij de bundel Egodocumenten: nieuwe wegen en benaderingen (Aksant, 2005, ook themanummer van het Tijdschrift voor Sociale en Economische Geschiedenis).
Rond 2008 hield hij zich bezig met diverse thema’s uit de Nederlandse geschiedenis, die aan de orde komen in Meer verleden dan toekomst. Geschiedenis van verdwijnend Nederland (Bert Bakker, 2008).
In Het excellentietraject. Discussies over wetenschap, onderwijs en de universiteit (Panchaud, 2015) schetst Rudolf Dekker de teloorgang van de Nederlandse universiteiten in de afgelopen decennia. Hij levert kritiek op de bestuurscultuur en de daaruit voortkomende 'perverse prikkels' die onafhankelijk onderzoek en de kwaliteit van het onderwijs ondermijnen.
In september 2019 verscheen van Dekker Plagiaat en nivellering. Nieuwe trends in de Nederlandse geschiedschrijving over de Tweede Wereldoorlog, waarin hij het werk van Ad van Liempt over kampcommandant Gemmeker gebruikt als case study voor de bespreking van problemen in de Nederlandse geschiedschrijving.